# 이설주
이설주(李雪舟, 1908년 4월 12일 ~ 2001년 4월 20일)는 대한민국의 시인으로 본명은 이용수(李龍壽)이며 대구광역시 출신이다.

## 생애
대구수창국민학교(현재의 대구수창초등학교)와 대구고등보통학교(현재의 경북고등학교)를 졸업했다. 일본으로 유학하면서 니혼 대학 경제학과에 재학했지만 사상범으로 체포되고 만다. 1932년 대학을 중퇴하고 일본의 문학 잡지 《신일본민요(新日本民謠)》에 시 〈고소(古巢)〉를 발표하면서 문단에 등단했다. 그 뒤 만주와 중국 등지를 방랑했고 1945년 광복과 함께 귀국했다.
광복 이후인 1947년부터 1951년까지 대구여자상업학교(현재의 대구제일중학교), 경북여자고등학교에서 국어 교사로 근무했으며 문고판형 전집 《설주문학(雪舟文學)》을 비롯한 여러 시집을 출간했다. 2011년 3월 24일 한국문인협회는 그의 문학 정신을 기리고 한국 현대 시문학과 시조문학의 발전을 도모하기 위한 차원에서 이설주문학상을 제정했다.

## 작품
- 시집 《들국화》 (1947년)
- 시집 《방랑기(放浪記)》 (1948년)
- 시집 《잠자리》 (1949년)
- 시집 《미륵(彌勒)》 (1952년)
- 시집 《유수곡(流水曲)》 (1953년)
- 시집 《순이(順伊)의 가족(家族)》 (1954년)
- 시집 《수난(受難)의 장(章)》 (1955년)
- 시집 《애무(愛撫)의 장(章)》 (1955년)
- 시집 《세기(世紀)의 거화(炬火)》 (1957년)
- 시집 《낙수인생(落穗人生)》 (1957년)
- 문고판형 전집 《설주문학(雪舟文學)》 (1957년)
- 시집 《불모(不毛)의 영토(領土)》 (1960년)
- 선시집 《36년》 (1968년)
- 선시집 《사랑은 가도》 (1970년)
- 시집 《이승과 저승 사이》 (1977년)
- 시집 《휴전선 근처》 (1988년)
- 시집 《달맞이꽃》 (1989년)
- 시집 《이승에 비낀 노을》 (1992년)
- 시집 《잃어버린 세월》 (1995년)

## 수상
- 1959년 경북문학상
- 1986년 상화시인상
- 1989년 한국문학상
- 1989년 대한민국 문화훈장 은관 서훈